# Trà sủng

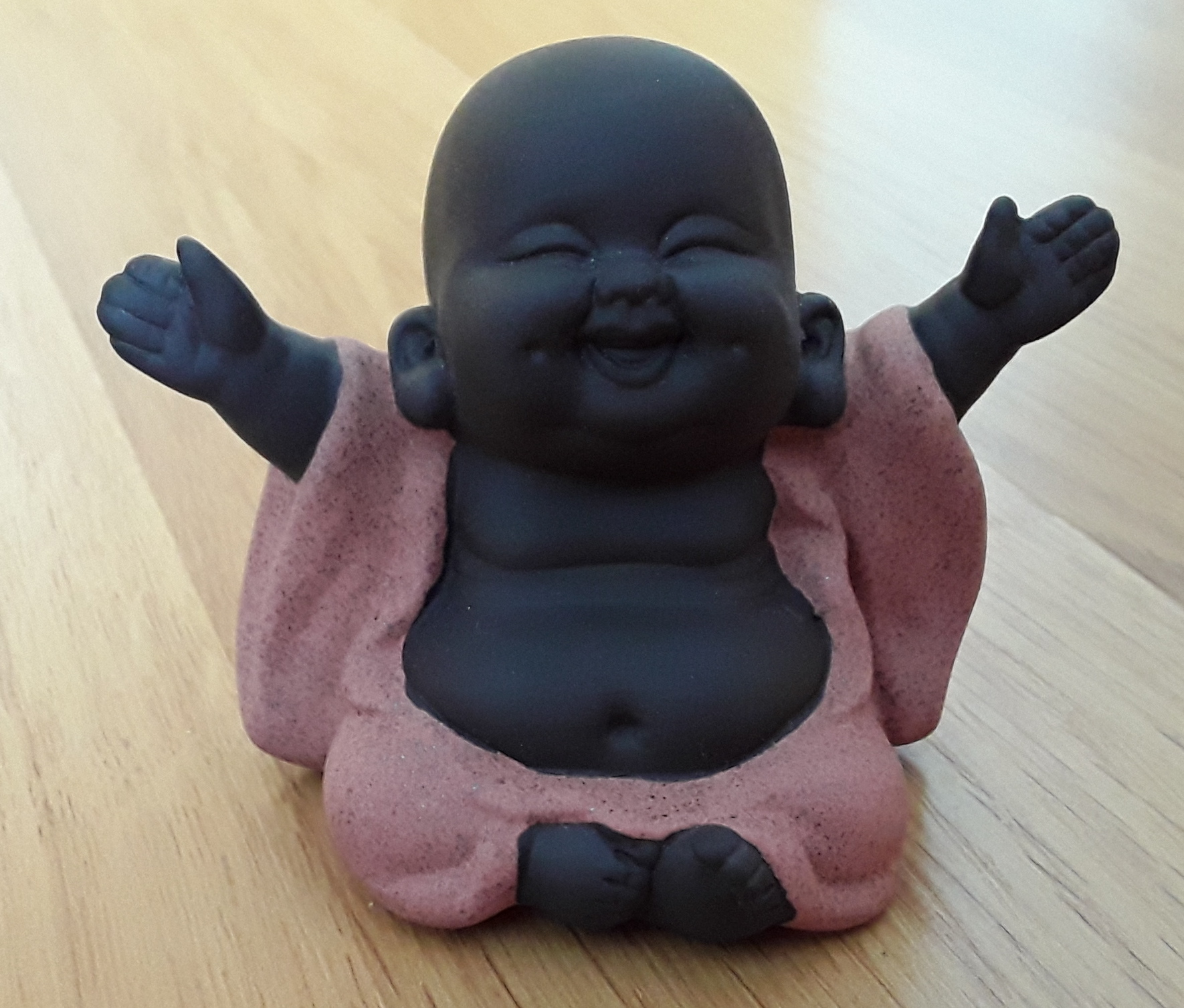
Trà sủng

Trà sủng (tiếng Trung: 茶宠), tức thú cưng của người yêu trà, là một bức tượng nhỏ làm bằng đất sét được một số người uống trà giữ để cầu may. Chúng thường được làm bằng "tử sa", lấy từ vùng gần Nghi Hưng ở tỉnh Giang Tô, Trung Quốc. Cũng giống như ấm tử sa làm bằng cùng loại đất sét, trà sủng không tráng men, vì vậy chúng chủ yếu là đơn sắc với bề mặt thô ráp. Những người yêu trà tại Trung Quốc nuôi trà sủng bằng cách đặt nó lên khay trà trong thời gian thưởng trà và rót trà lên trên nó. Một trong những mẫu trà sủng phổ biến nhất là "cậu bé tè", đầu tiên sẽ ngâm nó trong nước lạnh và sau đó đổ nước nóng lên, nó sẽ phun ra nước mà nó đã hấp thụ trước đó. Trà sủng cũng được nặn thành mười hai con giáp hoặc sinh vật huyền thoại Trung Quốc như rồng, từ hưu, kỳ lân, v.v, để tượng trưng cho may mắn, tài lộc và hạnh phúc, cũng như các nhân vật lịch sử hay thần thoại như Quan Âm, Di Lặc và Gia Cát Lượng.

## Lịch sử

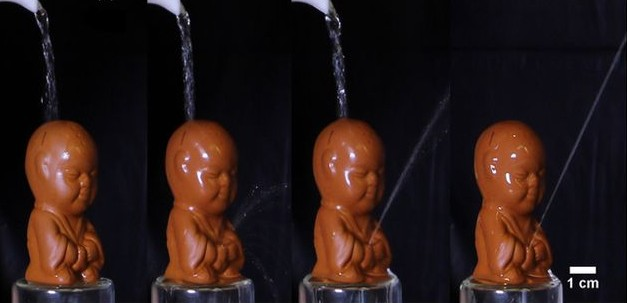
Nước nóng dội lên đầu cậu bé tè làm phát tia nước báo nhiệt độ nước.

Nơi sinh ra trà sủng, Nghi Hưng, ban đầu nổi tiếng là nơi sinh ra "tử sa" vào triều đại nhà Tống (960 - 1279). Với sự nổi tiếng của ấm tử sa, Nghi Hưng đã trở thành trung tâm sản xuất ấm trà kể từ đó. Các nghệ nhân làm ấm trà bắt đầu nặn tử sa thành nhiều sinh vật hoặc động vật thần thoại khác nhau để làm linh vật cho những người yêu trà. Tuy nhiên, có lẽ bởi vì các học giả Trung Quốc cổ đại tin vào thành ngữ "ham thú chơi bời", nên có rất ít tài liệu về sự phát triển của trà sủng trong lịch sử Trung Quốc. Ngày nay, ngay cả với sự phát triển của công nghệ, mặc dù không khó để tìm thấy các chất liệu thay thế cho tử sa để làm trà sủng, nhưng việc sản xuất vẫn tập trung ở vùng Nghi Hưng.

## Chủng loại
Trà sủng được làm thủ công bằng cách sử dụng tử sa và không tráng men, vì vậy nó thường có màu tự nhiên của tử sa. Có ba loại tử sa: đất sét tím, đỏ và xanh lá cây. Trà sủng có thể được làm bằng một trong các loại tử sa này hoặc hỗn hợp hai loại để tạo ra các màu sắc khác nhau.
- Đất sét tím là loại đất sét chính, sau khi nung sẽ chuyển sang màu nâu đỏ hoặc nâu sẫm. Người nghệ nhân thường thêm đất sét sắt để đạt được hiệu ứng màu tốt hơn.
- Đất sét đỏ, có tỷ lệ phần trăm co lại cao hơn nhiều so với đất sét tím và cho màu sắc tươi tắn sau khi nung. Do tỷ lệ phần trăm co lại cao, đất sét đỏ thích hợp để làm các đồ vật có kích thước nhỏ như trà sủng và ấm trà hơn.
- Đất sét xanh có màu tương tự như vỏ trứng vịt, sau khi nung có màu trắng đục. Nó hiếm hơn đất sét tím, và đắt hơn trên thị trường.

## Bảo dưỡng
Cách mà những người yêu trà nuôi trà sủng khá giống với cách họ bảo dưỡng ấm tử sa. Họ thường đổ nước trà còn sót lại hoặc nước rửa lá lên trà sủng của mình, và dùng chổi quét trà lau bề mặt trà sủng để giúp trà thấm đều. Trà sủng chỉ nên được súc bằng nước, không dùng xà phòng hoặc bất kỳ chất lỏng rửa chén nào, để đảm bảo màu trà tăng dần. Sau khi bảo dưỡng trong một thời gian dài, trong nhiều tháng hoặc nhiều năm, trà sủng sẽ hấp thụ trà và vẻ ngoài của nó sẽ trở nên bóng hơn. 

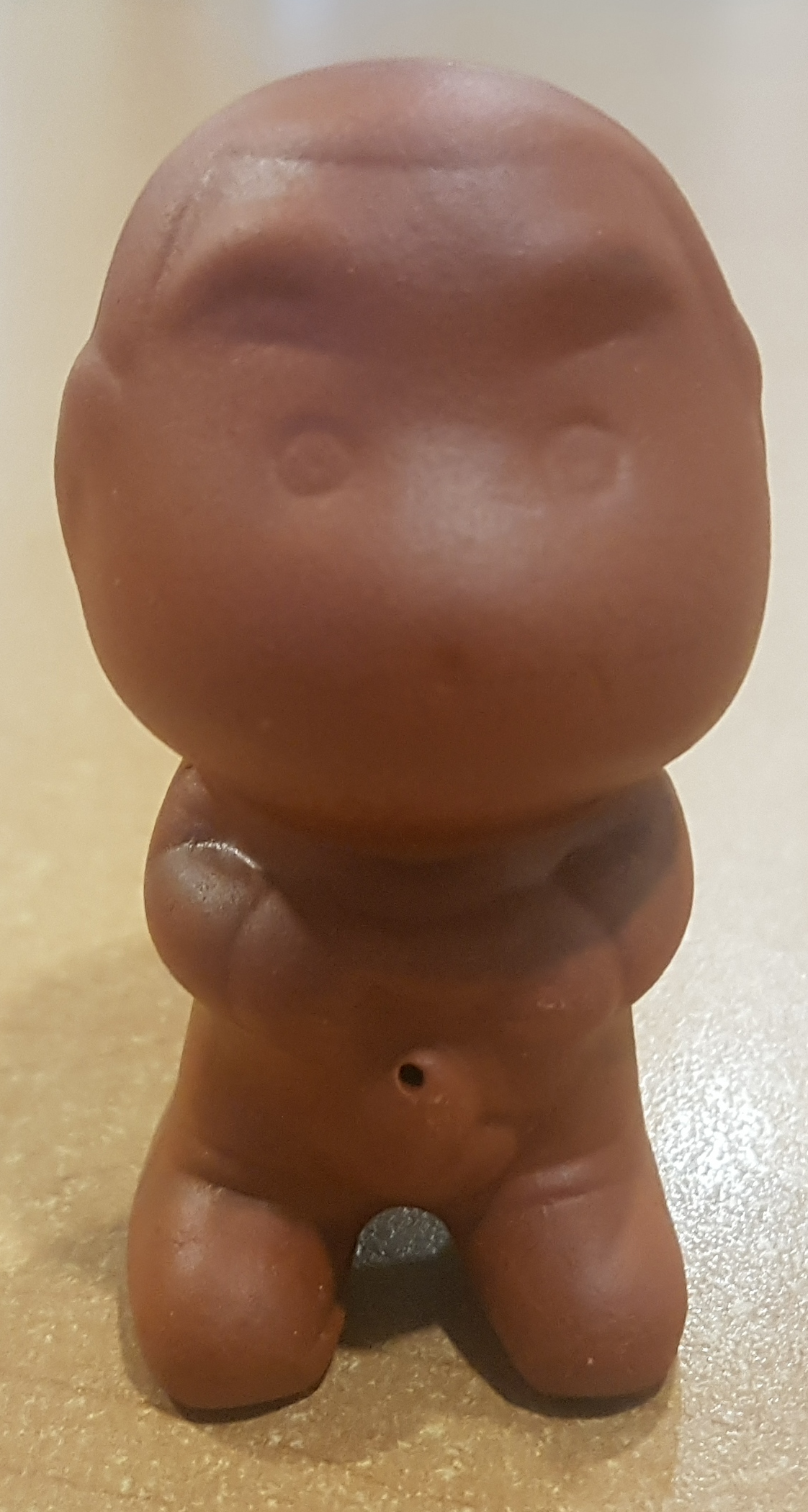
Cậu bé tè điển hình (trà sủng)

## Cậu bé tè
Cậu bé tè là mẫu tiêu biểu và phổ biến nhất trong số các trà sủng. Nó cao khoảng 3 inch với màu nâu đỏ. Đặc điểm chính của nó là khả năng phun nước khi nước nóng đổ lên nó. Để làm điều này, một người yêu trà ngâm nó vào nước lạnh cho đến khi nó đầy và lắc nó để đảm bảo nó ngập ít nhất 50 phần trăm nước; sau đó, nước nóng dội lên sẽ khiến cậu bé "tè" nếu nước đủ nóng. Nước càng nóng, nó tè càng xa. Nguyên lý đằng sau cậu bé tè là sự giãn nở vì nhiệt của không khí. Nó được thiết kế rỗng chỉ với một lỗ nhỏ giúp nước có thể chảy vào cậu bé với tốc độ chậm và không nhỏ ra ngoài cho đến khi đổ đủ nước nóng lên đầu nó. Khi đổ nước nóng lên đầu, không khí trong cậu bé sẽ nở ra, dẫn đến nước bị ép ra ngoài qua lỗ nhỏ. Các kết quả thực nghiệm và mô phỏng dựa trên nguyên lý nhiệt động lực học và cơ học chất lỏng đã xác nhận khả năng đo nhiệt độ của thiết bị như thế. Với đặc điểm này, cậu bé tè đã sớm trở thành mẫu trà sủng được yêu thích nhất. Và gần đây, ngày càng có nhiều nghệ nhân sử dụng công nghệ này trên các trà sủng khác, như rồng thở ra nước hay rùa trường thọ phun nước, mang đến nhiều sự lựa chọn cho những người yêu trà.

## Trong văn hóa đại chúng
A Đường kỳ ngộ (tiếng Trung giản thể: 阿唐奇遇) là một bộ phim hoạt hình máy tính 3D của Trung Quốc năm 2017 kể về cuộc phiêu lưu của một nhóm trà sủng.